# 土耳其氣候變遷

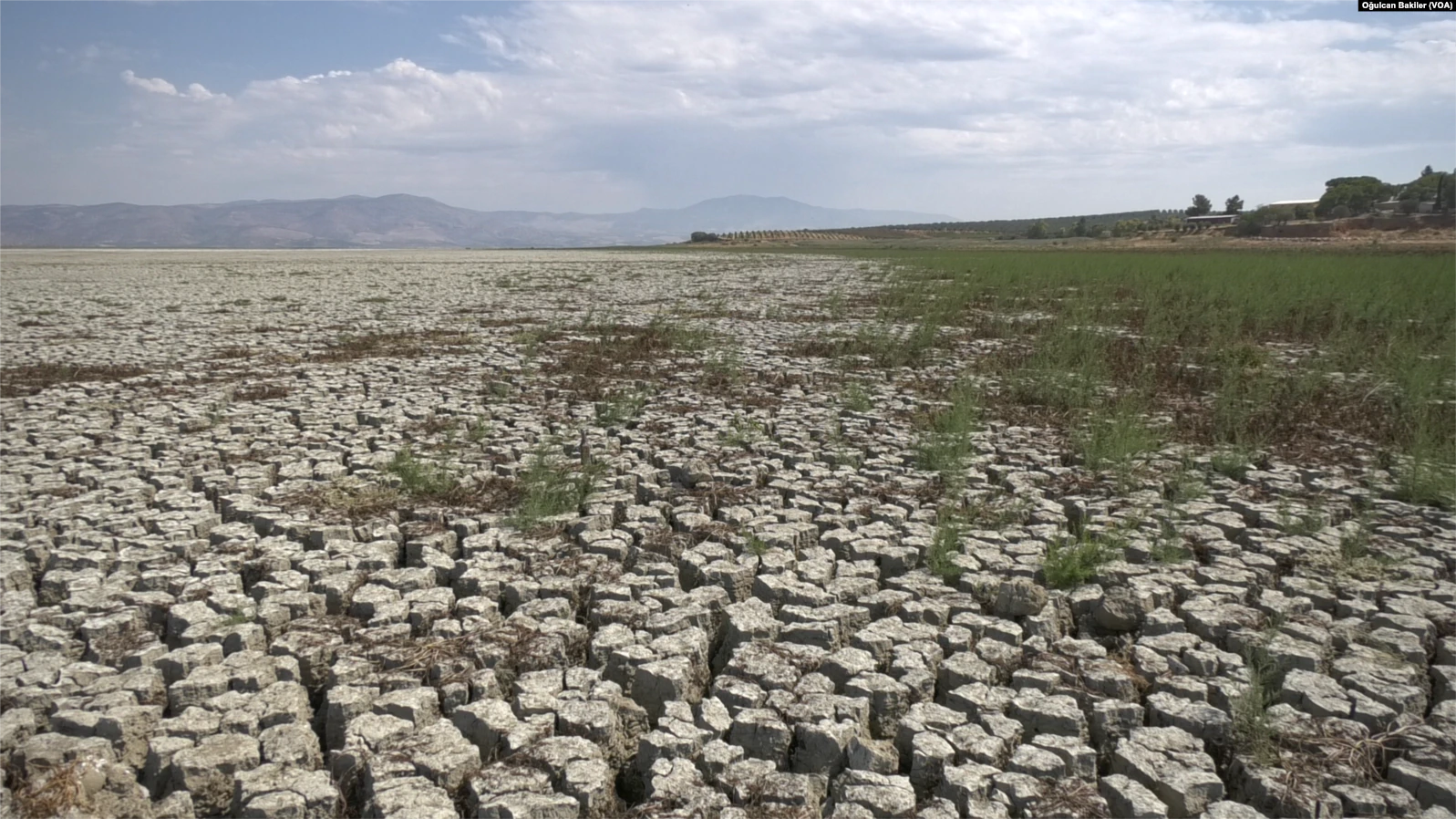
已經完全乾涸的馬爾馬拉湖。進行於2023年的訴訟指控道是因為上游灌溉水壩的降雨量不足。

由於土耳其氣候逐年變暖，乾旱與熱浪成為土耳其的主要災害。該國平均氣溫已經上升超過1.5 °C（2.7 °F），極端氣候現象亦增多。
目前土耳其的溫室氣體排放已經佔全球總排量的1%以上，而能源政策包括了補貼化石天然氣與煤炭。自2010年代末以來，該國人均年排放量約為6.5噸，與全球平均水平相當。然而，該國的歷史排放量還不到全球總排放量的1%。
對此，環境部負責協調對氣候變化的調適工作，並按照流域與農業進行規劃。氣候變遷最近被納入學校課程中。

## 溫室氣體排放
土耳其每年所排放的六億噸溫室氣體中，煤炭、汽車與貨車排放的溫室氣體就佔了三分之一以上，其中絕大部分乃二氧化碳，這也是土耳其氣候出現變遷的原因之一。其中全國的燃煤發電站排放的二氧化碳最多，其他來源則為使用汽車或柴油的公路車輛。化石天然氣為僅次於煤炭與石油的第三大污染源，土耳其的燃氣發電站、家庭與工作場所都在燃燒化石天然氣。大量的甲烷由牲畜產出；土耳其農業所產出的溫室氣體有一半來自於乳牛。
據經濟學家稱，土耳其溫室氣體排放的主要原因是對燃煤發電站的補貼，:18以及缺乏炭汙染價格。:1據《2022年國家能源計劃》預測，到了2030年將會有1.7GW的地方煤電進入電網。（p. 15）即便不存在碳價格，土耳其的可再生能源電力也比煤碳和天然氣發電便宜，在沒有補貼的情況下，燃煤發電廠家會逐個倒閉。土耳其清潔空氣權平台認為應該對空氣中的懸浮粒子設定法律限制，其中大部分懸浮粒子來自於汽車或貨車的尾氣。城市中的低排放區既能減少當地的空氣汙染，又能減少二氧化碳排放。
土耳其的溫室氣體排放量佔目前全球溫室氣體排放量的1.3%。自2010年代末以來，人均年排放量約為6.5噸，與全球平均水平相當。雖然該國報告了溫室氣體總量，但一些像是汽車和貨車的比例等一些細節卻並未公布。此外，土耳其並未向《联合国气候变化框架公约》提交其長期戰略。

## 對自然環境的影響

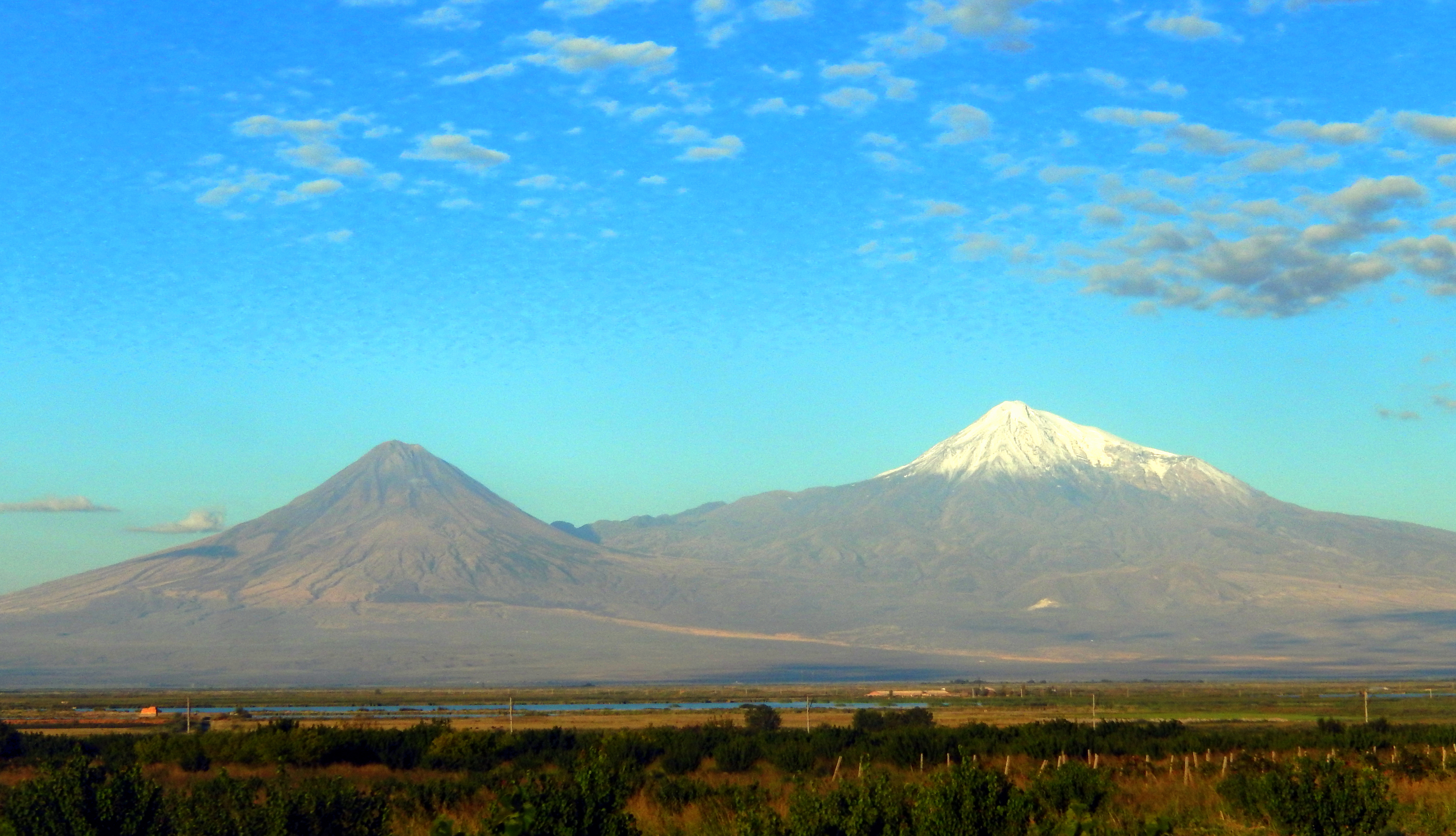
亞拉拉特山的冰川由於氣候邊謙而正在消退，並將在本世紀結束前消失。

青銅時代曾有兩次較重要的氣候變化時期。根據海峽大學氣候變化與政策研究中心稱，由土耳其人為造成的氣候變遷可以追溯至1970年代。耦合模型比對計畫對此進行了良好的模擬。氣候變遷影響降雨分布的一個例子是：哈德里環流圈（赤道附近的環流區域）的下沉邊緣可能會向土耳其北部移動，而土耳其南部邊界在北緯36度左右，並可能導致該國南部的降雨量降低。

### 溫度與天氣變化
截至2020年，已知有紀錄以來最炎熱的年份為2010年，其次是第二熱2018年以及第三熱的2020年。根據預測，土耳其受到氣候的影響將會比其他國家更加嚴重，然而該國各地區受到的影響之差異也很大。

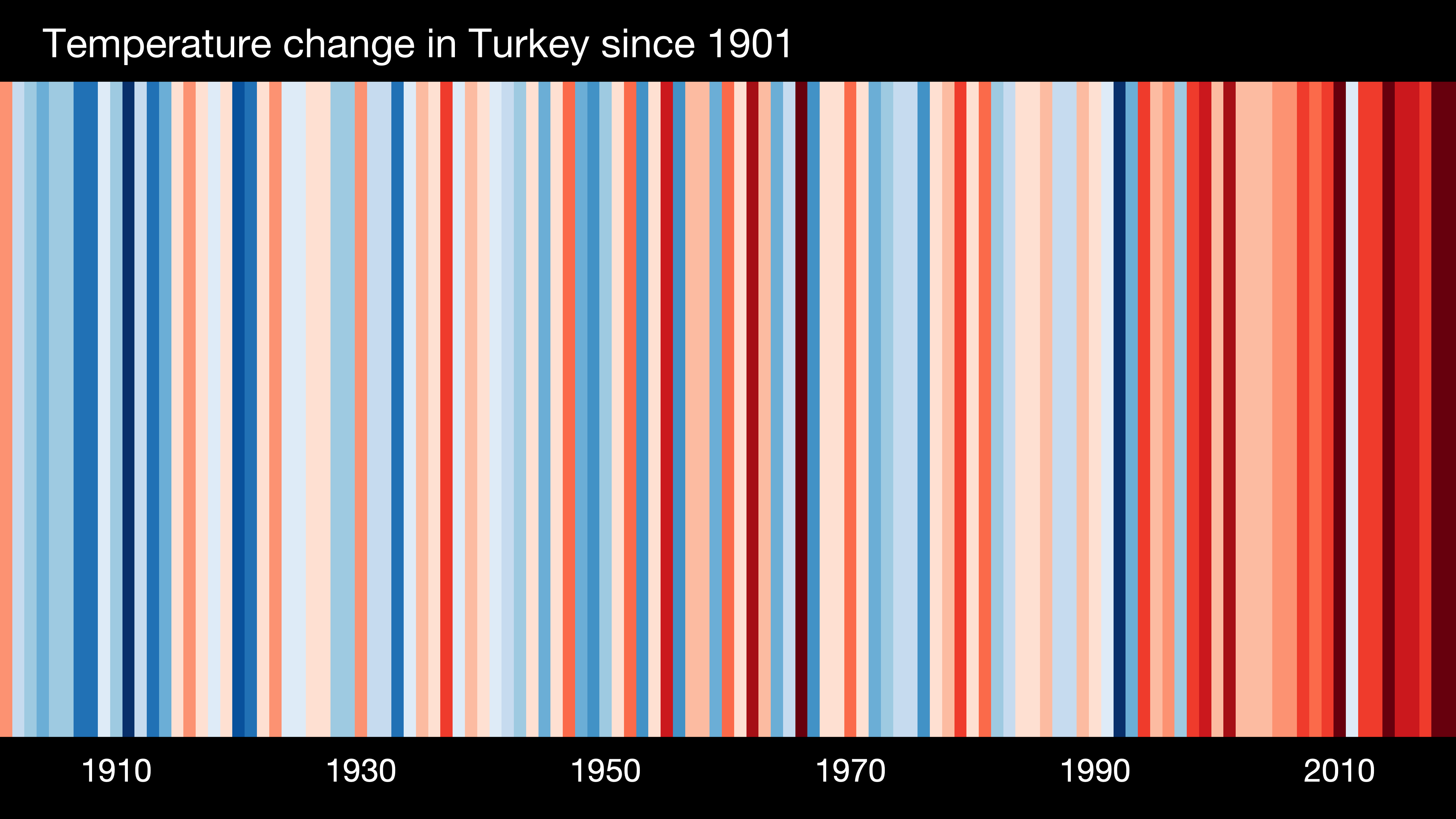
此圖顯示了120年以來土耳其平均氣溫變化的暖化條紋

土耳其的極端降雨量明顯增加，天氣也變得越來越極端。在2021年，該國南部發生山火，北部則發生洪水。受到氣候變遷的影響，土耳其的山火次數有所增加，並且據預測道馬摩拉地區的風速也會增加。不過，北部的降雨量也因為降雨取代了多數降雪而增加，預測洪水也會因此增多。從季節上來看，冬季的降雨量可能會增加，但是春季與秋季的降雨量會減少約50%。此外至少在該國的某些地方，熱浪與乾旱也正在加劇。

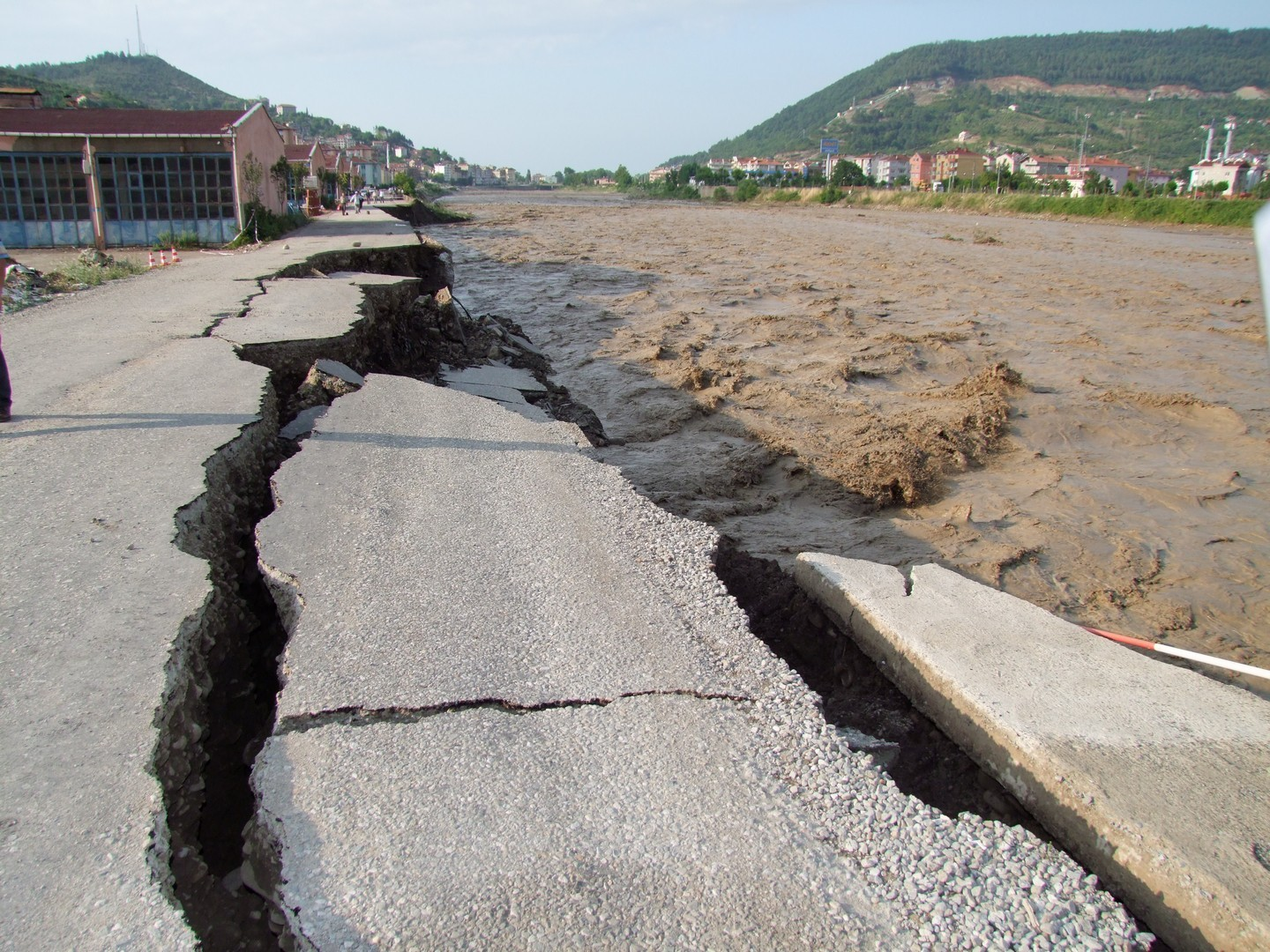
根據預測，山洪爆發將會與錫諾普一樣變得更加頻繁。

### 海平面上升
據估計，愛琴海在21世紀初每年上升四毫米。如若海平面上升一公尺，就會約20多萬人生活在危險之中。構造抬升將導致薩姆松到阿拉尼亞之間的海平面上升程度會減少，然而幾條大河的三角洲仍會下沉。伊斯坦堡或將面臨海平面上升的風險，比如或將面臨洪水氾濫威脅的卡德柯伊站。

### 水資源
氣候變遷將使一些地區的降雨量減少，降雨規律性亦降低，讓水力發電廠帶來不少的壓力。在1979到2019年期間，該國年降雨量從60厘米以上波動到45厘米以下，年均氣溫波動四度。
土耳其如今已經是水資源短缺的國家，因為每人每年的用水量已經僅約1500立方公尺而已，再加上日後的人口增長與氣候變遷，預計到2070年代時，該國將極可能面臨缺水（每人每年不足1000平方公尺）的窘境。預計北部地區的流域水資源變化不大，但是南部流域的水資源將大幅減少。位於土耳其中部的科尼亞也很容易被其影響。
土耳其生產牛肉所需之水量幾乎是全球平均水平的一半，（p. 109）儘管氣候變遷導致土耳其容易出現乾旱，但新生小牛的生產卻仍可得到補貼。

### 生態系統
在土耳其沿海地區，受影響較大的土地類型包含永久性濕地、耕地與草地。據氣候模型預測，地中海地區的極端天氣事件或將增加。:151土耳其的冰川正在消退：該國現存最大的冰川乃位於亞拉拉特山的冰川，他們預計將在2065年之際消失殆盡，其消融速度遠遠快於世界上其他地方的高山冰川，因為根據預測，土耳其南部的氣候將會變得更加炎熱，要將該國目前的南部森林地區予以保留的措施可能會非常困難。土耳其在2020年的山火比往年還多，預計土壤侵蝕會更加嚴重。海面溫度上升是造成馬爾馬拉海出現海鼻涕的原因之一，預計將會進一步改變土耳其海域的海洋生物。此外黑海的海面溫度也上升了兩度，有人因此擔心熊類將不會冬眠。

## 對人類的影響

### 經濟影響
2020年的洪災已經造成數十億土耳其里拉（數億美元）的損失。環境部長穆拉特·庫魯姆於2021年估計，氣候變遷造成的災害損失將高達數十億土耳其里拉（數億美元）。根據2019年的一項研究預測，如果大氣中的溫室氣體濃度保持在代表性濃度路徑為2.6的水平，那麼到2100年之時，人均国内生产总值的損失將會低於1%。世界銀行估計過停止淨碳排放的成本和效益，但也建議政府當局進行更詳盡的規劃。對於2022年對碳揭露專案做出回應的公司來說，其業務或將面臨的主要氣候變遷風險為碳定價，比如歐盟碳邊境調整機制。（p. 10）

#### 農業

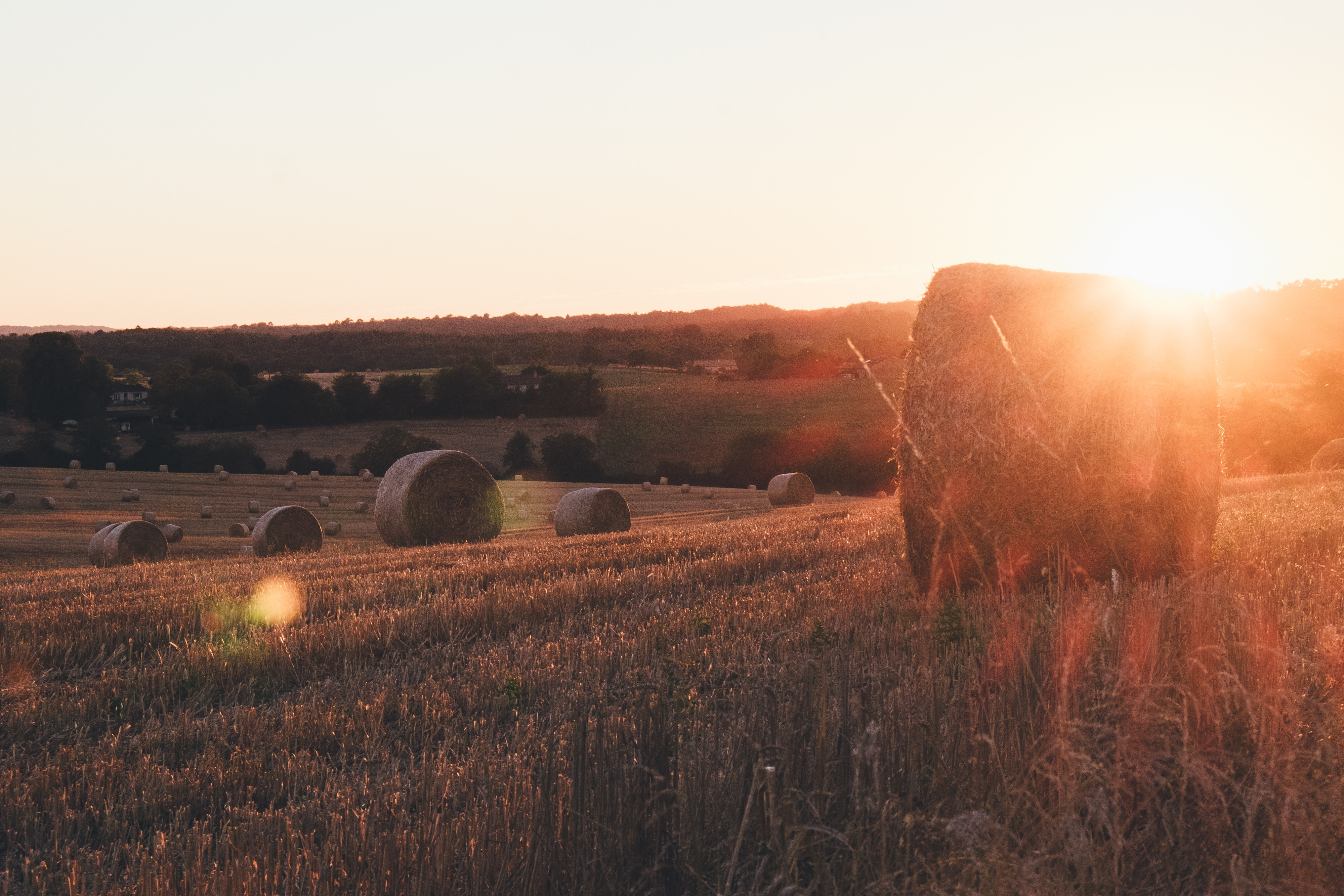
該國的小麥可能會受到嚴重影響。

除非全球的排放量大幅減少，否則土耳其農業（比如小麥）預計將在2030年代末之後受到嚴重影響，尤其是依靠雨水灌溉的農業區。許多乾旱與半乾旱地區將面臨沙漠化風險。由於東南安納托利亞計劃採用「舊式」灌溉技術，許多水源或將因蒸發而流失，增加當地嚴重缺水的風險。
據預測，氣候變遷對農業造成的損失將大幅增加，比如一些植物將因為「假春」現象而發芽、開花，並且很快就遭寒流侵襲。因氣候變遷導致的提早開花現象之增加，可能會給果樹等農作物帶來問題，位於色雷斯的葡萄園也將受到影響。農業生產的大幅下降會傳導到整個國家經濟，並導致國民福利降低。有建議稱應該與歐盟和阿聯開展更多的農業技術合作。

#### 水力發電
據預測，土耳其的降水量與水力發電量將會減少，位於底格里斯河-幼發拉底河流域上的土耳其水壩正在減少跨境流量，助長了伊拉克因氣候變遷導致的乾旱。為了節約部分水力發電，政府正在水電廠附近增設太陽能發電。

#### 漁業與水殖產業

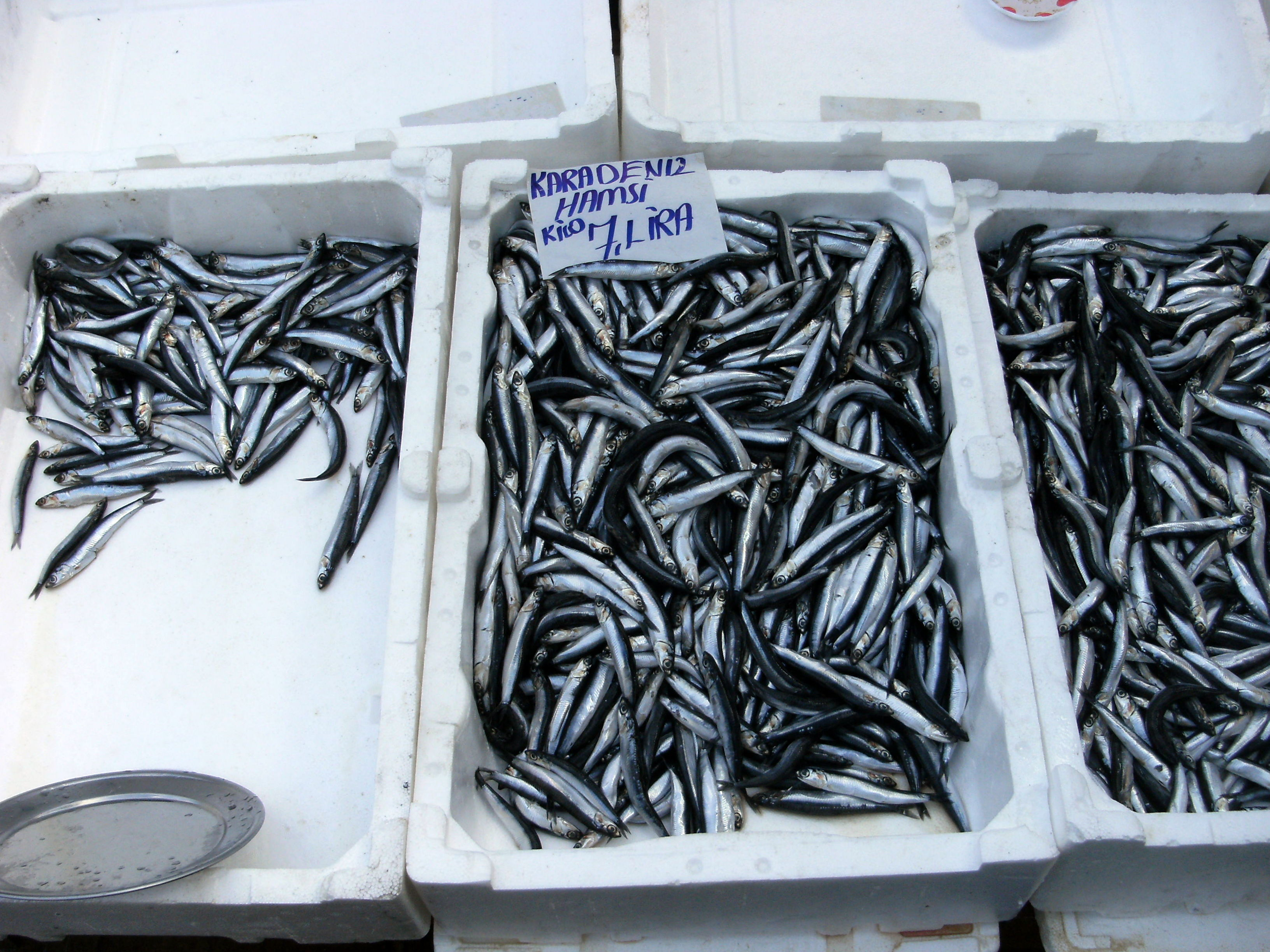
生活在土耳其水域中的鯷魚可能將無法正常生長。

土耳其媒體對於海洋暖化與外來種入侵（比如來自鴻海的物種）之相關報導較少。黑海漁業對氣候變遷的影響十分敏感，而根據土耳其海洋研究基金會的說法，土耳其所有的海域都會受到影響。凡湖也因氣候變遷而正在乾涸。

#### 觀光業
對一些人來說，土耳其某些地方在夏季的觀光活動可能會變得過於炎熱，比如在學校的暑假期間，安塔利亞對一些遊客來說可能會過於炎熱。在托魯斯山脈中部與黑海東部山區開發滑雪場可能已然泡湯。

### 醫療影響
氣候變遷（比如由於熱浪的增加）可能會影響到土耳其人的健康，特別是老者、慢性病患者與兒童。2021年，土耳其爆發該國建國以來最嚴重的山火，造成數人死亡，數百人受傷，同時乾旱也帶來蚊蟲傳播疾病的風險。此外在1970到2014年期間，土耳其有1350人死於洪災，並約有兩百萬人受到洪災的影響。

### 移民影響
目前土耳其境內共有三百多萬的敘利亞內戰難民。不過儘管中東地區的氣候變遷使得敘利亞爆發嚴重乾旱（比如2007至08年在敘利亞東北的乾旱）的可能性增加，但學術界認為這不太可能是敘利亞內戰爆發的起因。據聯合國開發計劃署稱，降雨量的減少正在加劇土耳其國內巨大的社會與地區差距，東南各省與全國其他地區的差距也正在擴大。

### 住房影響
據環保人士稱，新建公路與混凝土建築阻礙了土地對洪水的吸收。由於氣溫過高，現有建築將需要更多的製冷能源。

## 緩解
土耳其的溫室氣體排放量與《巴黎協定》將氣溫升幅限制在遠低於2 °C的目標不符。據氣候行動追蹤系統稱，如果所有政府的目標都跟土耳其一樣的話，全球氣溫將在本世紀末升溫超過4 °C。
截至2023年，土耳其尚未制定長期氣候變遷緩解戰略。（p. 116）聯合國環境署表示，該國需要更快實現脱碳，並且到2030年，每人每年的二氧化碳排放量需要減少一半以上，約2至2.5噸CO2e。:XXV土耳其當局本該完成對長期（2030至2050年）政策之審查，:42並在2023年以前發布新的國家氣候變遷行動計劃，包含具體部門的目標與監測機制等等。然而當局並沒有這樣做。土耳其認為自己身為一個開發中國家，它應該不受净减排目标的限制，但其他國家並不同意這個說法。:59

## 因應
土耳其在2012年發布了適應氣候變遷的國家戰略與行動方針，然而截止至2023年，該國尚未向《聯合國氣候變化綱要公約》遞交國家適應計劃。農業和林業部正對此研究氣候變遷造成的影響，並策畫相關適應戰略。相關適應性報告已於2021年提交。
環境、都市化和氣候變遷部負責協調土耳其應對氣候變遷的活動。前農業部長貝克爾·帕克德米爾利於2023年表示，土耳其正在對灌溉進行現代化改造，並改種耐旱型作物。
氣候變遷在第十二個發展計劃中被提及。（pp. 217-220）有人對此建議對城市綠地進行旱地景觀設計，伊斯坦堡則制定了氣候變遷行動計劃。2023年的一項研究建議，地方氣候變遷計劃應更好地與地方空間規劃相結合。儘管政府在2020年公布氣候變遷法草案，但是截至2024年，該法仍未通過。

## 社會與文化

### 相關行動

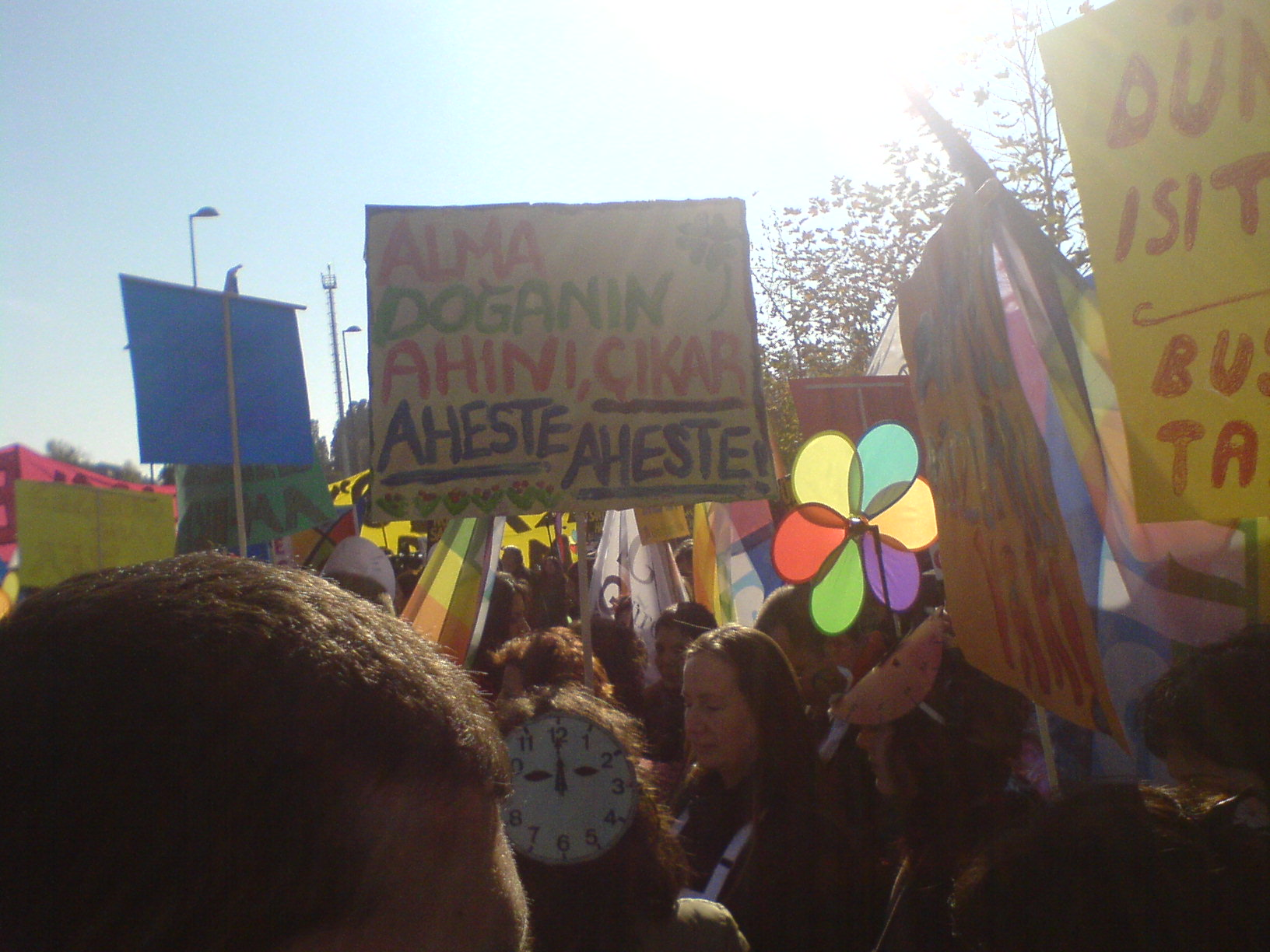
2007年於伊斯坦堡舉行的氣候變遷抗議活動。

伊斯蘭環保主義者與伊斯蘭學者皆引用《古蘭經》來支持其環保主義。2015年，伊斯蘭領導人在伊斯坦堡敦促全球16億穆斯林協助戰勝氣候變遷。
2020年，第一夫人埃米內·埃爾多安曾說道：「我們邁出的每一步錯誤都可能會給後代子孫帶來災難」。2019年，一些土耳其學童加入了「氣候大罷課」，反抗滅絕組織土耳其分部對於土耳其批准《巴黎協定》舉行示威。

#### 清愿與訴訟
環保活動家格蕾塔·通贝里與另外15位兒童在2019年提交了一份請願書，抗議阿根廷、巴西、法國、德國與土耳其在氣候變遷上缺乏行動，稱除了其他危險外，更致命的熱浪將在未來影響他們和其他兒童。:29該請願書根據《兒童權利公約》對這五個國家提出質疑：「與土耳其排放速度相當的排放量將導致超過4°C 的升温」。:66如果請願成功，她們將要求各國對此做出回應，然而該建議並不具任何法律約束力。2020年，一群葡萄牙兒童曾在歐洲人權法院起訴土耳其和其他32個國家。
《土耳其憲法》第56條規定：「人人有權在健康與平衡的環境中生活。改善自然環境、保護環境健康與防止環境汙染乃國家與公民應履行的義務。」目前土耳其已經批准《巴黎協定》，並表示到2053年就將實現溫室氣體淨零排放，但政府並沒有繼而逐步淘汰煤炭的計劃。截止至2023年，土耳其已有三件氣候訴訟案件。
在2020年與2021年，有16個非營利組織曾提出過訴訟，要求總統關閉37個大型燃煤發電廠和六百多個運行中的煤礦。除了關於氣候變遷的論點外，原告還稱癌症的病例正在增加，新冠肺炎也因空氣污染而更加惡化。最終安卡拉第十一號行政法院皆以各種理由駁回該訴訟。在2022年，關於馬爾馬拉湖乾涸一案也被提出訴訟。
2023年有三位年輕的氣候活動家提出訴訟，控告國家確立的自主貢獻並不足。他們對於艾爾段總統和環境、都市化和氣候變遷部提出訴訟的原因是因為其自主貢獻並沒有試圖減少溫室氣體排放量，並指責其沒有有效的能源氣候行動計劃。他們聲稱，這些都侵犯了憲法規定中的人權。（如憲法中的環境條款）

#### 媒體與藝術

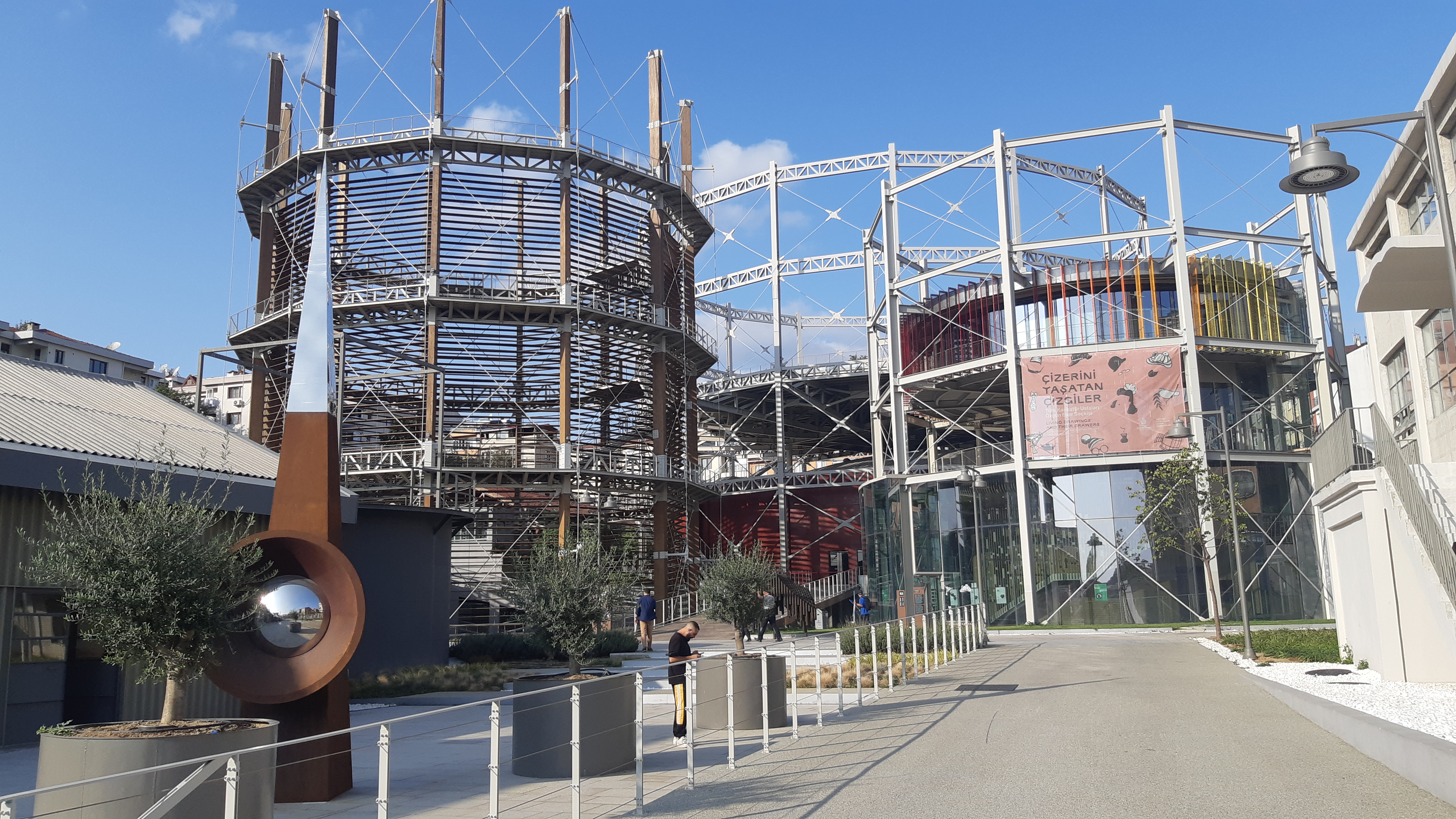
位於卡德柯伊的哈桑帕薩煤氣廠是土耳其第一座氣候變遷博物館。

1990年代，獨立電台Açık Radyo播出一些關於氣候變遷的首批媒體報導，其創始人奧馬爾·馬德拉強調了「氣候變遷鬥爭三Y」：「Yerel（在地）、Yatay（水準）、Yavaş（漸進且非暴力）」。氣候新聞（İklim Haber）也以土耳其語和英語報導氣候變遷的問題。然大眾媒體很少報導關於煤電對氣候的影響，幾乎所有土耳其媒體所有者都與化石燃料存在經濟利益關係。:17,20媒體只會在發生極端氣候事件時才會報導氣候變遷，關於專家意見與民間社會觀點並不足。:28一些像是Ember的智庫同時受到了工業界與環保人士的尊重。Ember的區域負責人烏福克·阿爾帕斯蘭稱，讀者們通常對於太陽能可以提高能源獨立性和降低進口成本之部分感到興趣，但對於氣候方面的益處興趣不大。藝術正是提高人們對氣候變遷的認識的機會（儘管有些藝術是由其環境政策受到批評的公司所贊助），教育方面則得到了歐盟的支持。此外一些諸如《Yeşil Gazete》、《Kaldıraç》等等的小型媒體雜誌報導了一些反對露天採煤（比如阿克貝倫森林）的抗議活動。

### 公眾認知
一些個人應對氣候變遷的行動並沒有得到正確的理解（在一項針對小學老師的調查中，許多老師誤將減少化妝品使用作為優先選項），一些政府在應對氣候變遷緩解方面的選擇也並未得到正確理解（在同一項調查中，只有少數老師能正確地將抑制化石燃料的使用作為優先事項）。一些人錯誤地將阿庫尤核電站可能造成的海水升溫與氣候變遷有關，很少人知道土耳其的地熱發電可能會排放大量二氧化碳。
《İklim Haber》（氣候新聞）與康達研究與諮詢公司在2018年發現，超過四分之三的氣候變遷公眾輿論認為極端天氣有所增加。根據《İklim Haber》與康達研究在2020年合作編寫的另一份土耳其語最新報告顯示，有51.5%的公眾輿論認為氣候危機比新冠疫情的威脅更大，並有71.4%的公眾輿論承認當前的氣候危機是人為造成的。一些建築公司被指責用「漂綠」的手法，在未獲得任何綠建築證書的情況下，將自己的建築宣傳為綠建築。
2019年，E3G對六個「一帶一路」倡議國（包括土耳其）進行的民意調查中，太陽能是最受歡迎的能源，煤炭則是最不受歡迎的能源。當年有24座土耳其城市承諾會實現《巴黎協定》的目標，聯合國開發計劃署在2020年與土耳其籃球協會合作，旨在提高公眾應對氣候變遷的認知。2020年的一項研究發現，公眾對於潛在碳税的支持程度並不取決於收益是否用於減緩、適應氣候變遷。2023年，土耳其提出一項法律草案，其中包括提供公共訊息與在教學中增加氣候變遷的內容。

### 國際合作

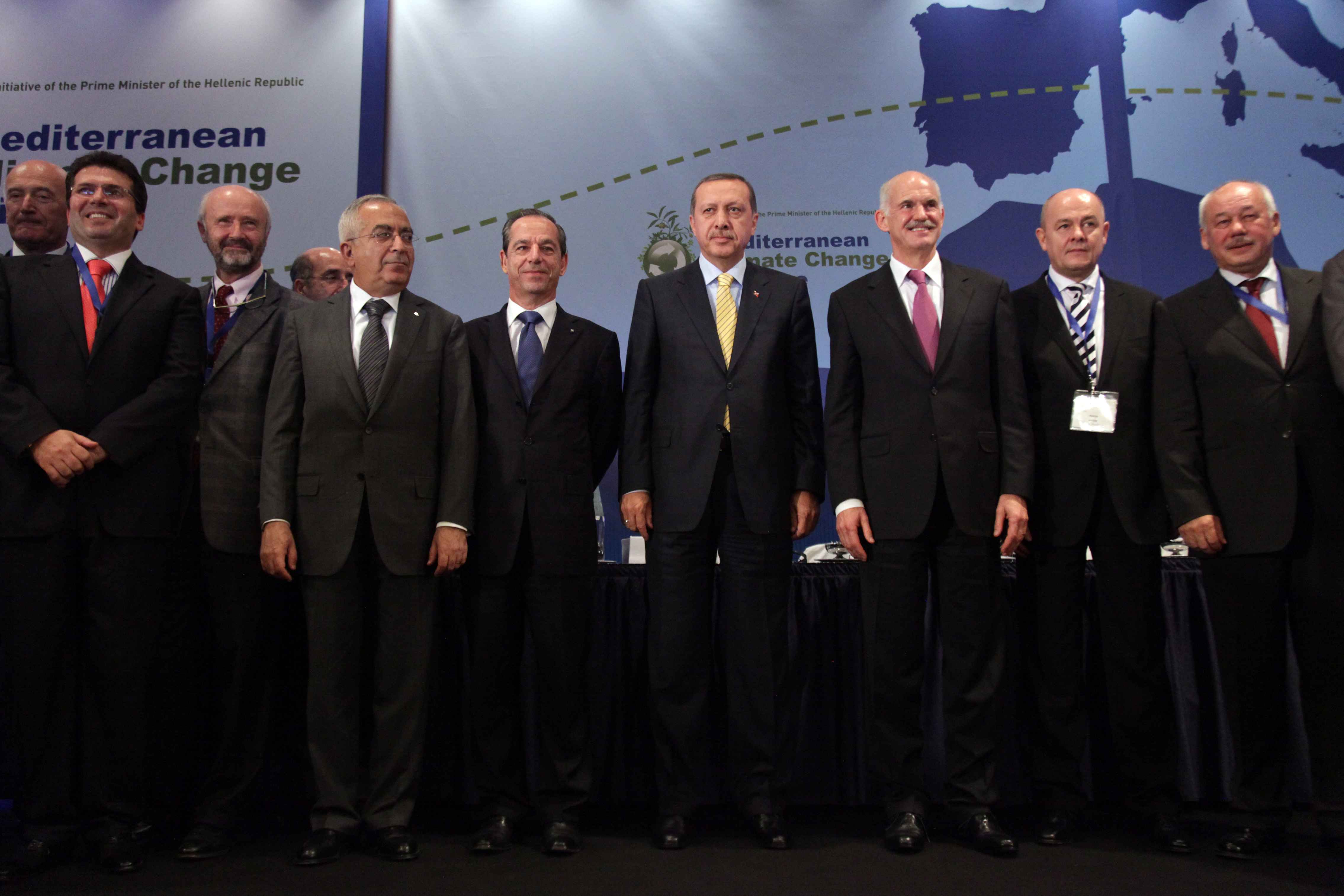
2010年，土耳其總統雷杰普·塔伊普·埃尔多安與其他國家領導人在地中海氣候變遷倡議會議之照片。

據能源和自然資源部稱，氣候變遷是全球最大的問題之一。在2013到16年期間，土耳其為多邊氣候基金的第五大接受國，其透過清潔技術基金和全球環境基金等渠道獲得2.31億美元。
2021年，土耳其批准了《巴黎協定》，所以議會成員都投下贊成票。在此以前，它跟鄰國伊朗一樣都是最後幾個尚未批准該協議的國家；它也是二十國集團中最晚批准該協議的國家。根據2020年二十國集團現任主席國的說法，該國推遲批准的原因為其「對溫室氣體排放的歷史責任微不足道（連1%都不到）」。土耳其並非《跨境環境影響評估公約》締約國。2021年，土耳其批准了《基加利修正案》，藉以減少氫氟烴化合物的生產和使用，該國也不存在碳稅與排放權交易計劃，因此其不使用碳捕集與封存，這在經濟上會不可行。亞美尼亞稱土耳其的水壩建設與氣候變遷相結合，減少了阿拉斯河。
土耳其在2023年派出一千多名代表參加聯合國氣候變遷大會，並加入水泥生產去碳化等各種倡議。然而，土耳其也因為沒有投票化石燃料淘汰而受到批評，薩班哲大學伊斯坦堡政策研究中心的烏米特·薩欣對此表示，鑒於土耳其是化石燃料進口國，這對經濟有利。

## 另見
土耳其國家氣象局
- 賽普勒斯氣候變遷（英语：Climate change in Cyprus）
- 歐洲氣候變遷（英语：Climate change in Europe）
- 亞洲氣候變遷（英语：Asia#Climate_change）
- 中東和北非氣候變遷（英语：Climate change in the Middle East and North Africa）

## 外部連結
- Documents submitted to the UNFCCC by Turkey （页面存档备份，存于）
- Istanbul International Centre for Energy and Climate （页面存档备份，存于）
- Climate Change in Turkey:Istanbul Policy Center: Sabanci University （页面存档备份，存于）
- İklim Haber (Climate News) （页面存档备份，存于） – Newspaper focusing on climate change
- Climate Laws （页面存档备份，存于） - Laws, policies and litigation
- 2023 draft climate change law (in Turkish) （页面存档备份，存于）
- Climate Portal （页面存档备份，存于） - 'scientifically verified and reliable studies on climate change'